# Saint-Aignan-de-Cramesnil
Saint-Aignan-de-Cramesnil ist eine Ortschaft und eine ehemalige französische Gemeinde mit 714 (Stand 1. Januar 2022) im Département Calvados in der Region Normandie (vor 2016 Basse-Normandie). Sie gehörte zum Arrondissement Caen und zum Kanton Évrecy. 
Mit Wirkung vom 1. Januar 2019 wurden die ehemaligen Gemeinden Saint-Aignan-de-Cramesnil und Garcelles-Secqueville zur Commune nouvelle Le Castelet zusammengeschlossen und haben in der neuen Gemeinde der Status einer Commune déléguée. Der Verwaltungssitz befindet sich im Ort Saint-Aignan-de-Cramesnil.

## Geografie
Saint-Aignan-de-Cramesnil liegt etwa zwölf Kilometer südsüdöstlich von Caen. Umgeben wurde die Gemeinde Saint-Aignan-de-Cramesnil von den Nachbargemeinden Garcelles-Secqueville im Norden, Valambray im Nordosten und Osten, Cintheaux im Süden, Fresney-le-Puceux im Südwesten, Fontenay-le-Marmion im Westen und Rocquancourt im Nordwesten.
Durch die Gemeinde führt die Route nationale 158.

## Bevölkerungsentwicklung
| Jahr      | 1962 | 1968 | 1975 | 1982 | 1990 | 1999 | 2006 | 2012 |
| Einwohner | 330  | 337  | 363  | 332  | 325  | 361  | 467  | 525  |

Quelle: INSEE

## Sehenswürdigkeiten
- Kirche Saint-Aignan mit Chor aus dem 13. Jahrhundert, Monument historique seit 1927
- Schloss Cramesnil aus dem 16./17. Jahrhundert, seit 1932 Monument historique

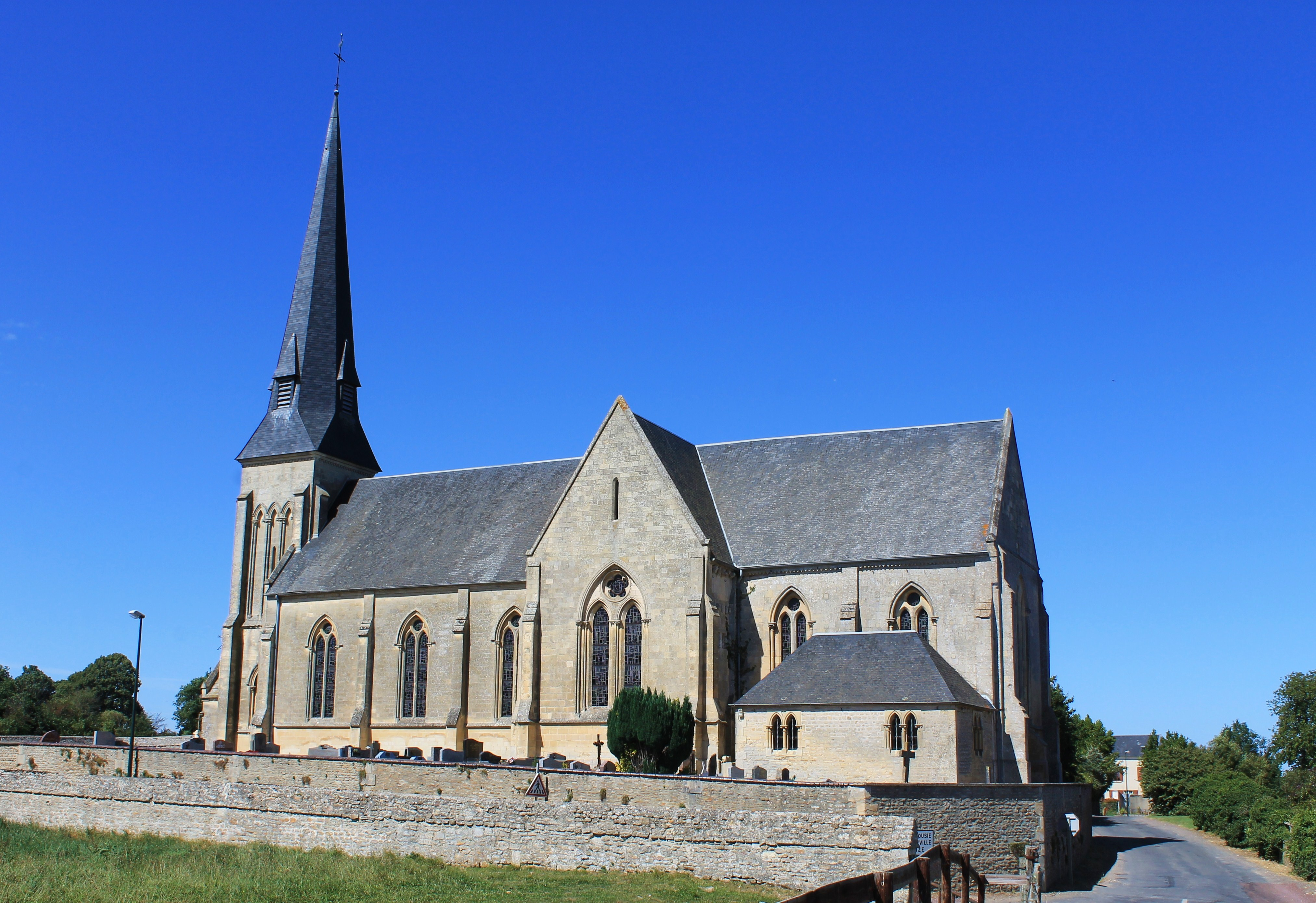
Kirche Saint-Aignan
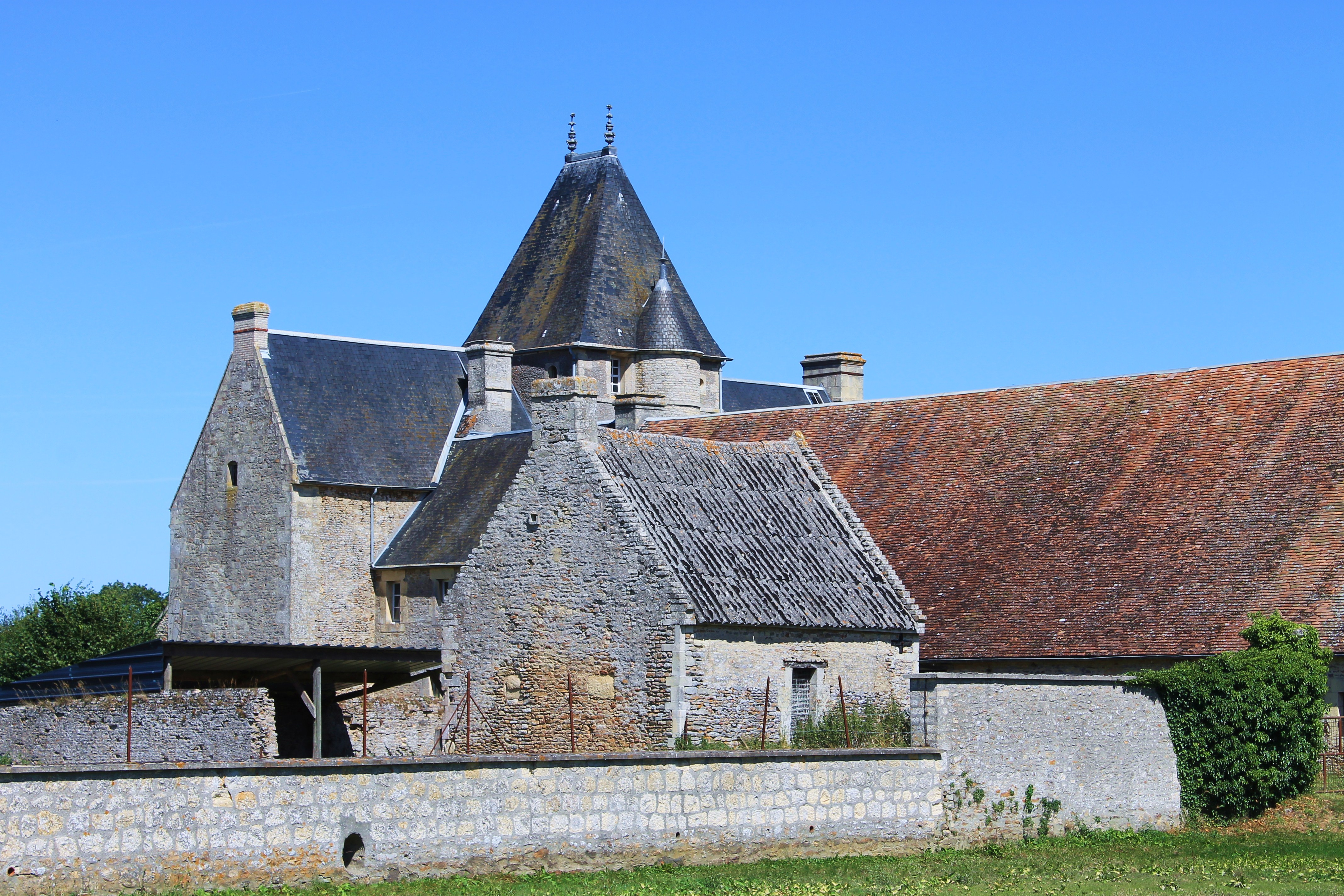
Schloss Cramesnil